# Helius bicolor
Helius bicolor är en tvåvingeart som beskrevs av Edwards 1933. Helius bicolor ingår i släktet Helius och familjen småharkrankar. Inga underarter finns listade i Catalogue of Life.